# Donnie Forman
Donald J. Forman, detto Donnie (New York, 17 gennaio 1926 – Naples, 10 maggio 2018), è stato un cestista statunitense, professionista nella BAA.

## Palmarès
- NCAA AP All-America Third Team (1948)
- Campione BAA (1949)